# 萊馬 (紐約州村)
萊馬（英語：Lima）是位於美國紐約州利文斯頓縣的村。

## 人口
根據2020年美國人口普查的數據，萊馬的面積為3.48平方千米，皆為陸地。當地共有人口2094人，而人口密度為每平方千米602人。